# Echinorhynchus eperlani
Echinorhynchus eperlani är en hakmaskart som beskrevs av Otto Friedrich Bernhard von Linstow 1884. Echinorhynchus eperlani ingår i släktet Echinorhynchus och familjen Echinorhynchidae. Inga underarter finns listade i Catalogue of Life.